# 香港政府一站通
「香港政府一站通」，是香港特別行政區政府的一站式入門網站。

## 概要
「香港政府一站通」前身是港英政府推出的互動服務指南網站 www.info.gov.hk。
www.info.gov.hk 於千禧年間以香港政府資訊中心的名義服務，在2007年5月25日停止運作。
香港政府于2010年12月发布个人化服务平台“我的政府一站通”。

## 功能
「香港政府一站通」为香港市民提供網上政府資訊和服務，各項資訊和服務按用戶類別和主題劃分，綜合不同局和部門所提供的相關資訊，方便市民瀏覽及檢索。
所有新聞稿均上載於「香港政府一站通」內的新聞公報網頁。此外，政府也會通過互聯網，直播包括行政長官發表《施政報告》、財政司司長宣讀預算案演詞等，所有政府重要記者會及活動的現場實況。

## 內容
該網站主要分為四區：
- 「香港居民」
- 「商務及貿易」
- 「非香港居民」
- 「青少年」